# Mleczan sodu
Mleczan sodu – organiczny związek chemiczny, sól sodowa kwasu mlekowego. Jest stosowany jako dodatek do żywności (E325), który konserwuje mięso oraz chroni je przed atakami mikroorganizmów. Stosuje się go także jako dodatek do szamponów i mydeł w płynie jako środek zwilżający.